# بلک اینچز
بلَک اینچز (انگلیسی: Black Inches) یک مجلهٔ آمریکایی پورنوگرافی برای مردان همجنسگرا بود. این مجله که به مردان آفریقایی-آمریکایی اختصاص داشت از سال ۱۹۹۳ تا ۲۰۰۹ چاپ می‌شد.